# Emmett (Idaho)
Emmett é uma cidade localizada no estado americano de Idaho, no Condado de Gem.

## Demografia
Segundo o censo americano de 2000, a sua população era de 5490 habitantes.
Em 2006, foi estimada uma população de 6284, um aumento de 794 (14.5%).

## Geografia
De acordo com o United States Census Bureau tem uma área de
4,7 km², dos quais 4,7 km² cobertos por terra e 0,0 km² cobertos por água.

## Localidades na vizinhança
O diagrama seguinte representa as localidades num raio de 28 km ao redor de Emmett.